# Konrad Windisch
Konrad Windisch (* 21. August 1932 in Wien; † 27. April 2024) war ein österreichischer Schriftsteller, Publizist und Rechtsextremist.

## Leben
Windisch wurde als Kind einer Arbeiterfamilie in Wien geboren. Nach der Realschule machte er eine Berufsausbildung zum Schriftsetzer und war zu dieser Zeit Lehrlingsvertrauensmann der Österreichischen Staatsdruckerei. 1946 wurde er Pfadfinder und 1948 eines der ersten Mitglieder der im Europäischen Pfadfinderbund organisierten Georgsritter. 1952 trat er einer der ersten nationalistischen Jugendgruppen in Wien bei und gründete 1956 die Arbeitsgemeinschaft nationaler Jugendbünde Österreichs (ANJÖ). Er war Gründer und Herausgeber der „Kampfschrift der nationalen Jugend“ Der Trommler. 1958 wurde er zum ersten Sprecher des Kameradschaftsringes nationaler Jugendverbände (KNJ), eines Dachverbandes deutscher und europäischer nationalistischer Jugendgruppen, gewählt.
1959 wurde er wegen der Veröffentlichung nationalsozialistischer Artikel, u. a. des NS-Literaten Hans Venatier, verhaftet und zu sechs Monaten Haft verurteilt. Nach Verbüßen der Haft wurde er wieder zum ersten Sprecher des KNJ gewählt. 1960 veröffentlichte er erneut nationalsozialistische Artikel und wurde zum zweiten Mal verurteilt, diesmal zu neun Monaten Haft.
Seit 1963 war Konrad Windisch Schriftleiter des Publikationsorgans der rechtsextremen Arbeitsgemeinschaft für demokratische Politik (AFP) Kommentare zum Zeitgeschehen. Er gehörte gemeinsam mit Günter Rehak zu den führenden Köpfen der AFP und war fester Referent bei der jährlich stattfindenden Politischen Akademie der AFP. Auch war er ein enger Weggefährte des bekannten rechtsextremen österreichischen Publizisten Herbert Schweiger.
Windisch war eng verbunden mit dem Bund freier Jugend, dem Bund heimattreuer Jugend, dem Hoffmann-von-Fallersleben-Bildungswerk und der Freiheitlichen Sammlung Österreichs. Er war Autor bei der der Neuen Rechten zuzurechnenden Zeitschrift Der Eckart.

## Auszeichnungen
- 1998 Dichterstein-Schild des rechtsextremen Vereins Dichterstein Offenhausen
- 2005 Ulrich-von-Hutten-Medaille der Gesellschaft für freie Publizistik

## Veröffentlichungen

### Werke
- 1966 Gefängnislieder. Wolfsberg: Brod.
- 1967 Revolution der Satten. Die Meinung eines Dreissigjährigen. Wolfsberg: Brod.
- 1968 Ob Gott die Stille ist? Gedichte. Wolfsberg: Brod.
- 1970 Steine im Strom. Gedichte. Vaterstetten: Arndt.
- 1972 Sie nennen es Liebe. Klosterneuburg: Aktuell-Verlag.
- 1974 10 Jahre Kommentare zum Zeitgeschehen 1963-1973. Wien: Wolf.
- 1974 Der Senkrechtstarter. Kurzgeschichten.  Vaterstetten: Arndt.
- 1975 Der Tag des gelben Falters. Roman. Bassum-Dimhausen: Alma-Druck und Verlag.
- 1976 Und heute schrieb der Wind mir einen Brief. Gedichte. Klosterneuburg: Aktuell-Verlag.
- 1977 Der Mensch Stolzner und andere Kurzgeschichten. Vaterstetten: Arndt.
- 1979 Notizen zum Lebenslauf eines Senkrechtstarters. (Offenhausener Reihe 15). Vaterstetten: Arndt.
- 1979 Schwedische Lyrik aus diesem Jahrhundert. Vaterstetten: Arndt.
- 1980 Als man sich auf Weihnachten noch freuen konnte. Weihnachtsgeschichte. Bassum-Dimhausen: Alma-Druck und Verlag.
- 1980 Im Torbogen zur Einsamkeit. Gedichte. Bassum-Dimhausen: Alma-Druck und Verlag.
- 1981 Ein Brief zu Weihnachten. Weihnachtsgeschichte. Bassum-Dimhausen: Alma-Druck und Verlag.
- 1981 Geschichten vom Leben und Sterben. Bassum-Dimhausen: Alma-Druck und Verlag.
- 1999 Verschwundene Weihnacht. Eine Weihnachtsgeschichte. Bassum-Dimhausen: Alma-Druck und Verlag.

### Herausgeber
- Europas Dämme bersten. Ursachen, Hintergründe und Folgen des Flüchtlings-Tsunamis, Verlag Hohe Warte, Pähl 2017, ISBN 978-3-88202-369-5